# ISO 3166-2:MO
ISO 3166-2:MO – kody ISO 3166-2 dla Makau.
Kody ISO 3166-2 to część standardu ISO 3166 publikowanego przez Międzynarodową Organizację Normalizacyjną. Kody te są przypisywane głównym jednostkom podziału administracyjnego, takim jak np. województwa czy stany, każdego kraju posiadającego kod w standardzie ISO 3166-1. 
Aktualnie (2017) dla Makau nie zdefiniowano kodów dla podjednostek administracyjnych, a Makau jako specjalny region administracyjny wchodząca w skład Chin, ma również kod ISO 3166-2:CN wynikający z podziału terytorialnego tego państwa CN-92.